# Anquínoe
En la mitología griega, Anquínoe (en griego Ἀγχινόη), es una náyade hija del dios fluvial Nilo. No se menciona a su madre. Apolodoro, el único autor en citarla, dice que casó con el rey egipcio Belo, con el que tuvo hijos gemelos, Egipto y Dánao, y a juicio de Eurípides también Cefeo y Fineo.
Parece que el nombre de Anquínoe se ha deformado en algunas variantes locales, aunque no está claro si son variantes del mismo nombre o entidades diferentes. Como Aquíroe (Ἀχιρόη) fue seducida por el dios Ares, con el que tuvo un hijo llamado Sitón. Como Aquírroe (Ἀχιρρόη), según Hegesipo, tuvo dos mellizas epónimas llamadas Palenea y Retea, que dieron sus nombres a sendas ciudades.